# Psapharochrus nigromaculatus
Psapharochrus nigromaculatus är en skalbaggsart som först beskrevs av Fuchs 1958.  Psapharochrus nigromaculatus ingår i släktet Psapharochrus och familjen långhorningar. Inga underarter finns listade i Catalogue of Life.